# Drosophila hubeiensis
Drosophila hubeiensis este o specie de muște din genul Drosophila, familia Drosophilidae, descrisă de Sperlich și Mahito Watabe în anul 1997. Conform Catalogue of Life specia Drosophila hubeiensis nu are subspecii cunoscute.